# ФК „Спаери“
„Спаери“ (на грузински: საფეხბურთო კლუბი სპაერი) е професионален футболен отбор от град Тбилиси, Грузия. Участник в Лига 2 на Грузия – второто ниво на грузинския клубен футбол. Носител на Купата на Грузия за 2024 година.
Основан през 2017 година в Тбилиси от петима работници в службите на държавна сигурност. Отборът започва участие от най-ниското 5-о ниво на Грузия „Оупън лигата“. Първоначално играе домакинските си мачове на футболния център на грузинската федерация „Баса“ в Тбилиси. Преди няколко години[ неясно? ] държавните служби правят нов стадион на територията на самата организация в покрайнините на столицата. Капацитет му е за около 4000 души.
През 2018 г. „Спаери“ печели промоция за четвъртото ниво, като завършва втори в Оупън лигата. През 2019 г. вече е и шампион на Лига 4 и преминава в по-горно ниво. През 2021 печели промоция и за Лига 2, след като става шампион в долната дивизия. Във Втора лита завършва втори през 2022 и трети през 2023 година, а през 2024 година печели и първия си трофей – „Купата на Грузия“ след победа 2:2 (5:4 след дузпи) на финала над „Динамо“ (Тбилиси).

## Успехи
- Купа Давид Кипиани:
  -  Носител (2): 2024
- Еровнули Лига 2
  -  2-ро място (1): 2022
- Лига 3
  -  Шампион (1): 2021
- Лига 4
  -  Шампион (1): 2019
- Оупън лига Тбилиси (5-о ниво)
  -  Шампион (1): 2018